# دی متیل سولفونیوپروپیونات
دی متیل سولفونیوپروپیونات (به انگلیسی: Dimethylsulfoniopropionate) با فرمول شیمیایی C5H10O2S یک ترکیب شیمیایی با شناسه پاب‌کم 7294 است. که جرم مولی آن ۱۳۴٫۱۹۶۷ گرم بر مول می‌باشد. 